# 神奈川県厚木市 ランドリー茅ヶ崎
『神奈川県厚木市 ランドリー茅ヶ崎』（かながわけんあつぎし ランドリーちがさき）は、毎日放送制作・TBS系列で2016年3月から4月まで放送された飯塚健監督によるオリジナル脚本のテレビドラマ。全4回。TBS放送日の昼12時からAmazonプライム・ビデオで各話配信された。
神奈川県厚木市のコインランドリーを中心に展開される。タイトルにある茅ヶ崎は登場人物の名であり、同県内にある茅ヶ崎市とは関係はない。なお、厚木では撮影していない。
主演の松井玲奈は、本作が連続ドラマ初主演である。オープニング主題歌も担当している。主題歌のMVはドラマ開始以前を描くエピソードゼロになっている。

## あらすじ
神奈川県厚木市にあるコインランドリー「ランドリー茅ヶ崎」を訪れる客の怪しいそぶりが気になる店長の茅ヶ崎とアルバイト店員の凪は、客の正体や事情を探ろうと客を巻き込んだ劇中劇（回想シーンなど）で真相に迫る。

## LAUNDRY 茅ヶ崎
- 料金
  - 洗濯：8kg（小型機） - 300円/13kg（中型機） - 500円/20kg（大型機） - 700円
  - 乾燥：10分100円
- 洗濯に関するサービス
  - TATAMI（たたみ）：洗濯物1回分まとめて500円
  - IRON GAKE（アイロンがけ）：洗濯物1枚に付き300円

上記のサービスを行うため、店内にスタッフが常駐している。
- 禁止事項
  - ペット用品の洗濯・乾燥
- オリジナルグッズ
  - ランドリー茅ヶ崎オリジナルランドリーバッグ：300円
- コインランドリー以外にあるもの
  - トーストサンド/うどん・そば/ジュースなどの自販機
  - あゆコロちゃん（厚木市のゆるキャラ）のグッズ売り場

## キャスト

### 主要人物
南雲 凪（なぐも なぎ）〈25〉 - 松井玲奈
ランドリーのバイト。茅ヶ崎は凪ちゃんと呼んでいる。
茅ヶ崎 完（ちがさき かん）〈41〉 - 滝藤賢一
ランドリーのオーナー兼店長。
近藤 - ベンガル
ランドリーの常連客。茅ヶ崎からは近（こん）さんと呼ばれている。

## ゲスト

### 第1話
山田 忠司 - 角田晃広（東京03）
サラリーマン。ポケットからブルマの切れ端が見つかり、問い詰められる。2、4話にも登場。
山田が勤めている会社の社長 - 大和田伸也
車に乗っている男 - 渋川清彦

### 第2話
石橋 栞 - 山田真歩
OL。ポケットから注射器が見つかり、問いつめられる。3、4話にも登場。

### 第3話
成田 弥生 - 岸井ゆきの
週2回ペースで制服を洗いに来る女子高生。4話にも登場。

### 第4話
平野 慎也 - 三浦俊輔
相談ごとがあるらしい青年。いつも赤いものを洗う。

### その他レギュラー
青年の主張と叫んでいた女子高生 - 武田杏香
厚木がどこなのか話している男女 - ぼくもとさきこ、JOY、富山えり子

## スタッフ
- 監督・脚本・編集 - 飯塚健
- ナレーション - 茂木淳一
- 音楽 - 谷口尚久
- オープニング - 松井玲奈とチャラン・ポ・ランタン「シャボン」（avex trax）
- エンディング - callme「Can not change nothing」（avex trax）[3]
- プロデューサー - 深迫康之、斎藤哲也、柴原祐一
- チーフ・プロデューサー - 丸山博雄、周防亮
- 制作プロダクション - ダブ
- 製作 - 「ランドリー茅ヶ崎」の会員、MBS

## ネット局
| 放送対象地域   | 放送局                    | 系列    | 放送期間                                     | 放送日時                                                  | 備考        |
| -------------- | ------------------------- | ------- | -------------------------------------------- | --------------------------------------------------------- | ----------- |
| 近畿広域圏     | 毎日放送（MBS）           | TBS系列 | 2016年3月14日 - 4月4日                       | 月曜 0:50 - 1:20（日曜深夜）                              | 制作局      |
| 関東広域圏     | TBSテレビ（TBS）          | TBS系列 | 2016年3月16日・3月23日 2016年3月30日・4月6日 | 水曜 1:11 - 1:41（火曜深夜） 水曜 1:30 - 2:00（火曜深夜） | [ 4 ]       |
| 静岡県         | 静岡放送（SBS）           | TBS系列 | 2016年3月18日 - 4月8日                       | 金曜 0:41 - 1:11（木曜深夜）                              |             |
| 富山県         | チューリップテレビ（TUT） | TBS系列 | 2016年4月7日 - 4月28日                       | 木曜 1:42 - 2:12（水曜深夜）                              |             |
| 鳥取県・島根県 | 山陰放送（BSS）           | TBS系列 | 2016年4月18日 - 5月9日                       | 月曜 0:50 - 1:20（日曜深夜）                              |             |
| 山形県         | テレビユー山形（TUY）     | TBS系列 | 2016年4月20日 - 5月11日                      | 水曜 1:25 - 1:55（火曜深夜）                              |             |
| 長崎県         | 長崎放送（NBC）           | TBS系列 | 2016年6月23日・6月30日                       | 木曜 0:55 - 1:55（水曜深夜）                              | 2話ずつ放送 |
| 山口県         | テレビ山口（TYS）         | TBS系列 | 2016年7月26日・7月27日                       | 火・水曜 13:55 - 14:55                                    | 2話ずつ放送 |
| 北海道         | 北海道放送（HBC）         | TBS系列 | 2017年3月6日 - 3月27日                       | 月曜 1:20 - 1:50（日曜深夜）                              |             |
| 中京広域圏     | CBCテレビ（CBC）          | TBS系列 | 2017年5月25日 - 6月15日                      | 木曜 1:37 - 2:10（水曜深夜）                              |             |
| 岩手県         | IBC岩手放送（IBC）        | TBS系列 | 2017年12月6日 - 12月27日                     | 水曜 1:28 - 1:58（火曜深夜）                              |             |

## DVD/BD
- 「神奈川県厚木市 ランドリー茅ヶ崎」（ポニーキャニオン、2016年6月15日発売） ブルーレイ通常版 PCXP-50408／DVD通常版 PCBP-53506